# Will of the People
Will of the People (с англ. — «Народная воля») — девятый студийный альбом британской рок-группы Muse, вышедший 26 августа 2022 года. Третий альбом, спродюсированный группой самостоятельно, после The Resistance и The 2nd Law.

## Об альбоме
В октябре 2020 года фронтмен группы Мэттью Беллами сообщил о начале работы над текстами для нового альбома. Will of the People был записан в Лондоне и Лос-Анджелесе и спродюсирован группой. В заявлении Warner Records говорится, что альбом «нельзя отнести к единственному жанру».
26 декабря 2021 года Мэтью Беллами в прямой трансляции в Instagram представил отрывок из неизданного трека под названием «Won’t Stand Down». Он вышел 13 января следующего года и, по оценкам экспертов, стал самым «тяжёлым» в дискографии группы. 17 марта 2022 года, после выпуска второго сингла «Compliance», был представлен новый альбом и названа дата его выхода — 26 августа.
Третьим синглом с альбома стал его заглавный трек, «Will of the People», выпущенный 1 июня 2022 года. В том же месяце группа начала первый этап своего мирового турне, исполнив на летних музыкальных фестивалях Европы все три выпущенных сингла, а также неизданный на тот момент трек  «Kill or Be Killed». Песня оказалась популярной среди фанатов и была выпущена в качестве четвёртого сингла 21 июля 2022 года. 23 августа было объявлено, что «You Make Me Feel Like It's Halloween» станет пятым синглом и выйдет 26 августа, в тот же день, что и альбом.
1 августа 2022 года было объявлено, что альбом можно приобрести в качестве невзаимозаменяемого токена (NFT) на «экологически чистой» платформе Serenade на базе Polygon.

## Список композиций
| №                   | Название                               | Длительность |
| ------------------- | -------------------------------------- | ------------ |
| 1.                  | «Will of the People»                   | 3:18         |
| 2.                  | «Compliance»                           | 4:10         |
| 3.                  | «Liberation»                           | 3:06         |
| 4.                  | «Won't Stand Down»                     | 3:30         |
| 5.                  | «Ghosts (How Can I Move On)»           | 3:36         |
| 6.                  | «You Make Me Feel Like It's Halloween» | 3:00         |
| 7.                  | «Kill or Be Killed»                    | 5:00         |
| 8.                  | «Verona»                               | 4:56         |
| 9.                  | «Euphoria»                             | 3:23         |
| 10.                 | «We Are Fucking Fucked»                | 3:36         |
| Общая длительность: | Общая длительность:                    | 37:40        |

## Критика
| Совокупная оценка | Совокупная оценка |
| Источник          | Оценка            |
| ----------------- | ----------------- |
| Metacritic        | 71/100            |
| Оценки критиков   |                   |
| Источник          | Оценка            |
| AllMusic          | [ 12 ]            |
| NME               | [ 13 ]            |
| Kerrang!          | 4/5               |

Критики хорошо приняли альбом: по данным сайта-агрегатора Metacritic, Will of the People набрал 71 балл из 100 на основании 14 рецензий.
Обозреватель журнала NME Энди Прайс положительно отметил то, что музыкальный стиль альбома «возвращает дух и энергетику прошлых Muse». Так, «Kill or Be Killed» он описал как «переносящую нас в ранние 2000-е, когда главным ориентиром был жёсткий гитарный звук», композицию «Compliance» он сравнил с альбомом The Resistance, а песню «Ghosts (How Can I Move On)» — с дебютным релизом группы, Showbiz, и, в частности, треком «Sunburn». Прайс также выделил выраженную политическую тематику альбома, которая «сильно перекликается с желанием перемен в 2022 году».